# Parmatergus coccinelloides ambrae
Parmatergus coccinelloides ambrae is een spinnenondersoort in de taxonomische indeling van de wielwebspinnen (Araneidae).
Het dier behoort tot het geslacht Parmatergus. De wetenschappelijke naam van de soort werd voor het eerst geldig gepubliceerd in 1994 door M. Emerit.